# Anopheles lovettae
Anopheles lovettae este o specie de țânțari din genul Anopheles, descrisă de Evans în anul 1934. Conform Catalogue of Life specia Anopheles lovettae nu are subspecii cunoscute.